# اورپو کورهونن
اورپو کورهونن (انگلیسی: Urpo Korhonen; ۸ فوریهٔ ۱۹۲۳ – ۱۰ اوت ۲۰۰۹) اسکی‌باز صحرانوردی اهل فنلاند بود.